# هارولد هابیس
هارولد هابیس (به انگلیسی: Harold Hobbis) بازیکن فوتبال زادهٔ ۹ مارس ۱۹۱۳ اهل کشور انگلستان که سابقهٔ بازی در تیم ملی فوتبال انگلستان را در کارنامهٔ خود دارد. وی در تاریخ ۶ مه ۱۹۳۶ نخستین بازی ملی خود را در مقابل تیم ملی فوتبال اتریش انجام داد و با حضور در ۲ بازی ملی، در تاریخ ۹ مه ۱۹۳۶ واپسین بازی ملی‌اش را در برابر تیم ملی فوتبال بلژیک برگزار کرد.
این بازیکن توانسته در بازی‌های ملی، ۱ گل به ثمر برساند.